# Hanna Schörken
Hanna Schörken (* 1985 in Duisburg) ist eine Sängerin im Bereich der frei improvisierten Musik, Jazz und elektronischen Musik.

## Wirken
Schörken studierte zunächst englische und französische Literatur an der Universität Bonn. Von 2008 bis 2011 studierte sie Jazzgesang am ArtEZ Conservatorium in Enschede und setzte ihr Studium am Institut für Musik in Osnabrück sowie am Conservatoire de Lyon fort. Schörken studierte des Weiteren an der Hochschule für Musik und Tanz Köln.
Schörken arbeitete beispielsweise mit Jozef Dumoulin, Natalie Sandtorv, Nicola Hein, Paul Hubweber, Ignaz Schick oder Emily Wittbrodt im Bereich der improvisierten Musik.
Mit der Band „Ampair:e“, einem Trio mit dem Pianisten Constantin Krahmer und dem Schlagzeuger Bernd Oezsevim, nahm sie im April 2021 ein Album im Maschinenhaus Essen auf, erschienen im November 2021 auf dem Label Yew Records. Das Album wurde Anfang 2022 für die Longlist, Preis der Deutschen Schallplattenkritik, nominiert.
Im Oktober 2016 erschien ihr Debütalbum Filán beim Schweizer Jazzlabel Unit Records, das sie im März 2016 mit Constantin Krahmer, Stefan Rey und Thomas Esch im Kölner Loft einspielte, 2020 bei Leo Records ihr Soloalbum Luma, das ebenfalls im Kölner Loft aufgenommen wurde. Des Weiteren arbeitete sie im Duo mit Rieko Okuda (Pink Citrons 2020) und mit Emily Wittbrodt (sea-less, 2022) und im Ensemble von Scott Fields (Sand, 2023). Tourneen führten sie in den Libanon, die USA, Frankreich, Griechenland u. a.